# DUCK BOAT
『DUCK BOAT』（ダックボート）は、カーネーション＋政風会（せいふうかい）によるスプリットアルバム。ジャケットはアメコミ風の漫画のイラスト。
「政風会」は、カーネーションの直枝政太郎（直枝政広）とムーンライダーズの鈴木博文のユニット。ユニット名の「政」は直枝政太郎の名から、「風」は鈴木博文の愛称「フーちゃん」から取ったものである。

## 概要
1986年2月21日にインディーズレーベル・Switch（スイッチ）から発売。
当時は12インチシングル（45回転）のレコードであった。レコード盤のA面にカーネーション、B面に政風会の曲が、それぞれ4曲ずつ収録されていた。
1989年10月2日、SwitchからCDとして再発売。
1995年3月1日、2001年4月25日、2004年9月10日の3回にわたり、鈴木博文のレーベル「メトロトロン・レコード」からCDとして再発売。
2013年4月17日、P-VINEから、カーネーションの1980年代の初期音源を集めた4枚組CD「EARLY YEARS BOX」の中の1枚として再発売。
なお、直枝と鈴木は、政風会としての活動を2007年に再開し、セカンドアルバム「政風会」をメトロトロン・レコードから発売している。

## 収録曲
1. 空色のコンビナート（カーネーション　作詞作曲：直枝政太郎）
2. 昨日の誤算（カーネーション　作詞作曲：直枝政太郎）
3. ジョンとメリー（カーネーション　作詞作曲：直枝政太郎）
4. カイト氏の朝食（カーネーション　作詞作曲：直枝政太郎）
5. 水門（政風会　作詞作曲：鈴木博文）
6. 見晴らし台から（政風会　作詞作曲：鈴木博文）
7. 夜警（政風会　作詞作曲：鈴木博文）
8. 裸足のリタ（政風会　作詞作曲：鈴木博文）

2013年盤収録曲（ボーナストラック）
1. 夜の煙突（カーネーション「夜の煙突」収録曲）※ファーストシングル
2. カメラマンのヘリコプター（カーネーション「夜の煙突」収録曲）
3. COW（カーネーション「夜の煙突」収録曲）
4. トロッコ（直枝政太郎「陽気な若き博物館員たち」収録曲）※オムニバス
5. 運河の兵隊（直枝政太郎「陽気な若き博物館員たち」収録曲）
6. WAKE UP!（政風会「わかつきめぐみの宝船ワールド」収録曲）
7. 空色のコンビナート（Home Demo）（カーネーション）